# 6512 de Bergh
6512 de Bergh (1987 SR1) là một tiểu hành tinh vành đai chính được phát hiện ngày 21 tháng 9 năm 1987 bởi Bowell, E. ở Anderson Mesa.